# 西兴街道 (南充市)
西兴街道是南充市嘉陵区下辖的一个（乡镇）级行政单位。2019年10月，撤销花园镇，将其所辖行政区域划归西兴街道管辖。

## 行政区划
西兴街道位于南充市嘉陵区城西，东临火花街道，西山街道，南连都尉街道，西接花园镇。北靠石楼乡，华凤街道。幅员面积22.5平方公里，辖西兴社区，上小方沟社区、孙家沟社区，下小方沟社区、玉皇宫社区、大方沟社区、法华寺社区、孙家坝社区、干井坝社区、场岗岭村、公子咀村、杨家沟村等9个社区，3个行政村。西兴街道办事处驻横西街5号。
现辖以下地区：
西兴社区、上小方沟村、下小方沟村、玉皇宫村、大方沟村、法华寺村、孙家坝村、干井坝村、场岗岭村、公子嘴村、杨家沟村和孙家沟村，铧尖沟村、江家沟村、张爷庙村、染房院村、高石梯村、三清庙村、回龙铺村、龙庙山村、真武宫村、仲村沟村、大沟村和楼房嘴村。